# فرناندو فرنانديز غارسيا
فرناندو فرنانديز غارسيا (بالإسبانية: Fernando Fernández García)‏ هو سياسي مكسيكي، ولد في 21 ديسمبر 1954 في مدينة بويبلا في المكسيك. نشط حزبياً في الحزب الثوري المؤسساتي. وقد انتخب عضو مجلس النواب المكسيك.